# Nicolás Giacobone

Nicolás Giacobone est un scénariste argentin né en 1975 à Buenos Aires (Argentine).

## Biographie
Sa famille est liée depuis longtemps au cinéma : son grand-père maternel est le réalisateur et producteur de cinéma Armando Bo, son oncle est l'acteur et producteur Víctor Bó (es) et son cousin est le scénariste Armando Bo, avec lequel il partage l'Oscar pour Birdman.

## Filmographie

### comme scénariste
- 2010 : Biutiful d'Alejandro González Iñárritu
- 2012 : Ultimo Elvis (El Último Elvis) d'Armando Bo
- 2014 : Birdman d'Alejandro González Iñárritu
- 2021 : Le Monde de John (John and the Hole) de Pascual Sisto
- 2022 : Bardo d'Alejandro González Iñárritu

### comme producteur
- 2014 : Birdman d'Alejandro González Iñárritu (producteur associé)
- 2015 : The Revenant d'Alejandro González Iñárritu (coproducteur)

## Distinctions

### Récompenses
- Oscars 2015 : Oscar du meilleur scénario original pour Birdman
- Golden Globes 2015 : Golden Globe du meilleur scénario pour Birdman

### Nominations
- BAFTA 2015 : British Academy Film Award du meilleur scénario original pour Birdman